# Caingangues
Os caingangues, Kainguangs, kaingang, kanhgág, guainás, bugres, coroados,  botocudos, camés ou xoclengues são um povo jê (um grupo linguístico de povos indígenas do Brasil). Sua língua, a língua caingangue, pertence à família linguística jê, a qual, por sua vez, pertence ao tronco linguístico macro-jê. Sua cultura desenvolveu-se à sombra dos pinheirais (Araucaria brasiliensis). Há pelo menos dois séculos, sua extensão territorial compreende a zona entre o Rio Tietê (São Paulo) e o rio Ijuí (nordeste do Rio Grande do Sul). No século XIX, seus domínios se estendiam para oeste, até San Pedro, na província argentina de Misiones.
Atualmente, os caingangues tem suas terras distribuídas em cerca de 300 áreas reduzidas, distribuídas sobre seu antigo território, nos estados de São Paulo, Paraná, Santa Catarina e Rio Grande do Sul, no Brasil. Sua população é de aproximadamente 34 mil pessoas. Os caingangues estão entre os cinco povos indígenas mais numerosos no Brasil atualmente.
Na literatura internacional, o termo "caingangues" tem designado o povo que, na literatura de língua portuguesa, é chamado "xoclengue" (que hoje se autodenominam laklãnõ). Os xoclengues foram descritos por Jules Henry (1941: Jungle People: A Kaingáng Tribe of the Highlands of Brazil), pesquisador que esteve entre eles no início da década de 1930, no leste de Santa Catarina. Por isso, o que se costuma referir na literatura internacional como característica da cultura caingangue é, na verdade, característica da cultura xoclengue, segundo a descrição de Jules Henry.
As formas aportuguesadas "caingangue" e "xoklengue" são menos comuns nas publicações antropológicas e etnográficas. Especialmente a partir de uma convenção elaborada pela 1a Reunião Brasileira de Antropologia, em 1953, os usos mais correntes são Kaingang, Xokleng, caigangues e kanhgág.

## Panorama histórico

### Geografia

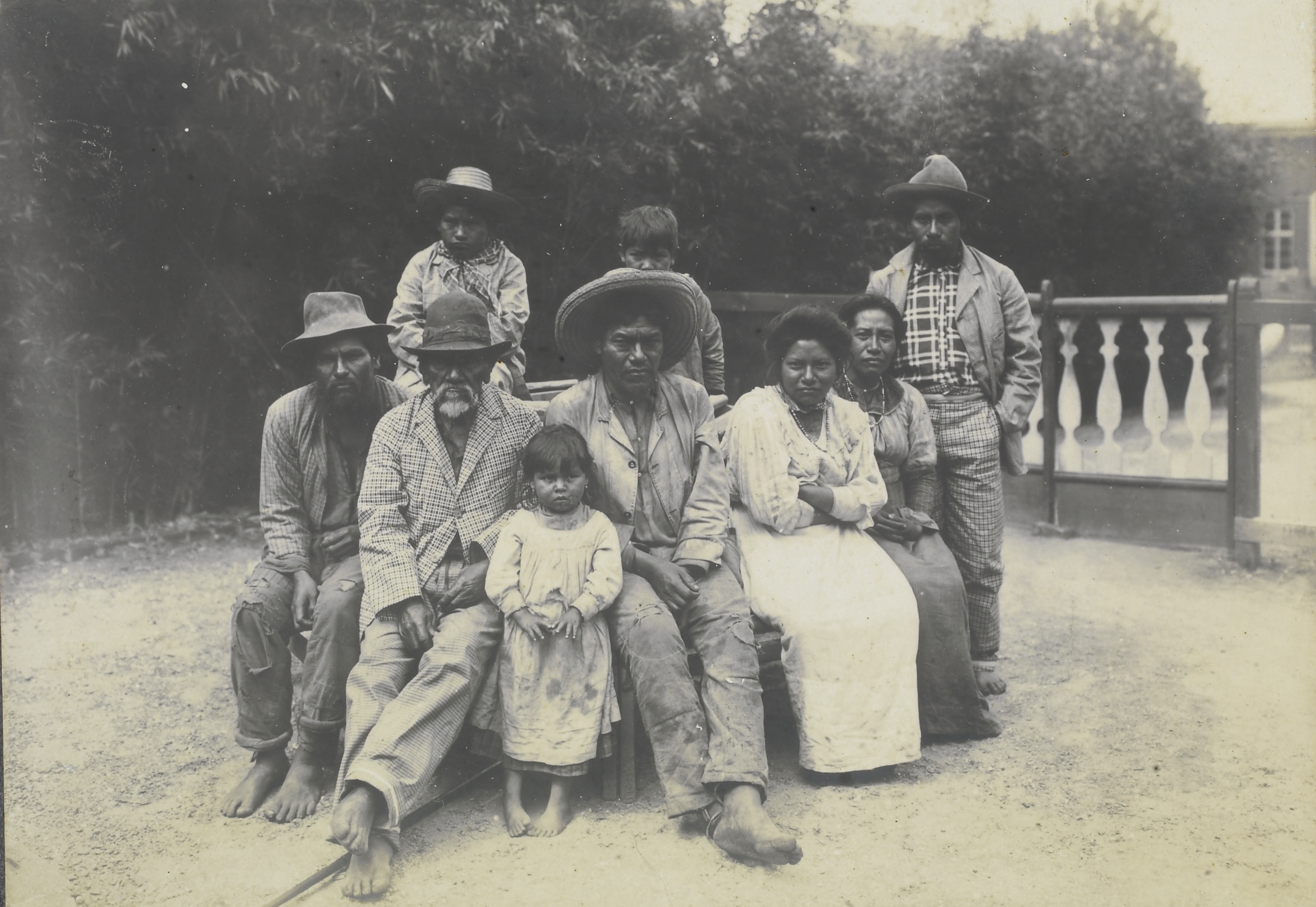
Foto histórica de índios Caingangue (1910)
Documento sob guarda do Arquivo Nacional

Os caingangues ocuparam, historicamente, um vastíssimo território, não completamente contíguo, mais ou menos correspondendo à expansão maior das florestas de pinheirais, o que significa: vastas regiões do Paraná e Santa Catarina, a região do sul-sudoeste paulista, o planalto rio-grandense e parte de Misiones, na Argentina. Seus parentes próximos, os xoclengues, parecem ter preferido os campos entremeados dos pinheirais, mas também ocuparam regiões quase marginais à zona das araucárias. Os únicos grupos caingangues fora daquele ecossistema são os caingangues paulistas, cujo estabelecimento na região entre o rio Tietê e o rio do Peixe já foi apontado, por alguns autores, como posterior à do Paraná, e feita por grupos que transpuseram o rio Paranapanema.
Ocupando região tão ampla, em incontáveis grupos ou aldeias de população média em torno de 150 a duzentas pessoas (se são válidos os dados que temos para meados do século XIX), embora às vezes articulados por uma lideranças regionais, os caingangues seriam alvo de diferentes momentos de expansão das fronteiras econômicas brasileiras. Alguns grupos caingangues e xoclengues teriam sido convertidos por missões jesuítas no oeste do Paraná e no norte rio-grandense nas primeiras décadas do século XVII, mas não por muito tempo e nem sempre com sucesso, tendo dos primeiros contatos resultado a morte do jesuíta Cristóvão de Mendonça. Depois desse período, apenas no final do século XVIII foram atingidos por frentes de exploração militar, na região de Guarapuava, no atual estado brasileiro do Paraná, onde, em 1812, se iniciaram os primeiros contatos permanentes de um grupo caingangue com uma comunidade de língua portuguesa.
À mesma época, os territórios xoclengues dos campos de Lages eram alvo de ocupação e, também ali, moveu-se guerra aos índios. A economia pastoril, que levou à ocupação militar de Guarapuava, avançaria, no final da década de 1830, para a região dos Campos de Palmas e, pouco depois, o Campo Erê, os Campos de São João e os Campos Novos; finalmente, a partir dos meados da década de 1840, para a região norte do Rio Grande do Sul (Campos de Nonoai e, na sequência, Campos de Guarita e Campos do Erechim). A região norte do Paraná foi ocupada, também militarmente, apenas na segunda metade do século XIX. Nessa época, começou a ser utilizado o termo "kaingang" para se referir ao grupo: o termo foi cunhado em 1882 pelo coronel Telêmaco Borba, que expulsou esses índios das terras deles. O termo significava "morador do mato", de caa (mato) e ingang (morador).

### Século XX
O início do século XX assistiu à demarcação de boa parte das terras indígenas dos caingangues. Isso não impediu, no entanto, que elas rapidamente começassem a ser cobiçadas, invadidas, dilapidadas e griladas. O oeste do estado de São Paulo, com o avanço do cultivo do café, foi alvo da penetração da Estrada de Ferro Noroeste do Brasil na primeira década do século XX, quando o recém-criado Serviço de Proteção ao Índio foi responsável pela chamada "pacificação" dos caingangues. Ainda nos anos 1920, o Serviço de Proteção ao Índio mantinha, no norte paranaense, um "posto de atração" para os caingangues ditos "arredios". No Paraná, o primeiro conflito aconteceu já nos anos 1920, obrigando a uma mudança em delimitações originalmente feitas pelo estado e também criando uma demanda judicial que terminou desfavorável aos índios no caso das terras que possuíam em São Jerônimo.

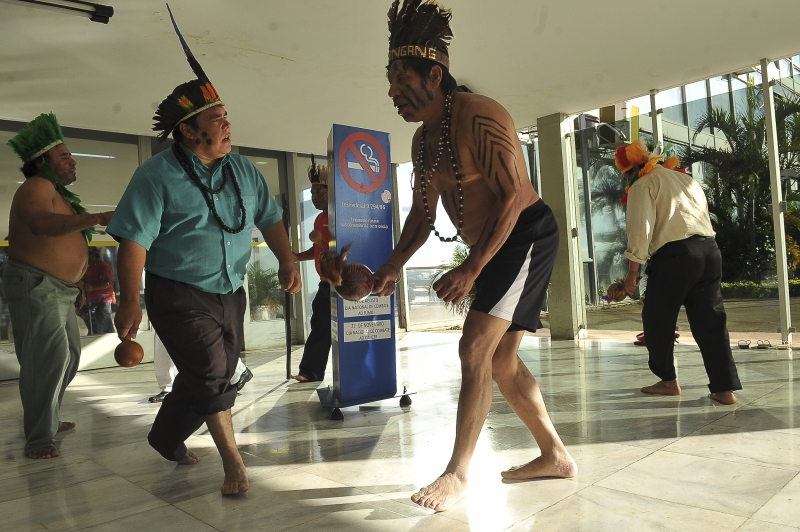
Ao centro, índio caingangue realizando manifestação na sede do Ministério da Saúde, em Brasília, junto com índios de outras etnias

No final dos anos 1940, o governador Moisés Lupion, em acordo com burocratas do Serviço de Proteção ao Índio, roubou diversas áreas indígenas. Em Santa Catarina, os maiores esbulhos deram-se também nos anos 1940. Não por acaso, no Paraná e em Santa Catarina estiveram envolvidas terras ricas em pinheirais, no imediato pós-Segunda Guerra Mundial - o que gerou um surto madeireiro e, igualmente, um surto de expansão agrícola. No Rio Grande do Sul, o próprio estado começou a tomar terras antes demarcadas aos índios, já nos anos 1940, mas principalmente nos anos 1960.
Essa história de esbulho é acompanhada pela ocupação, também, de toda a cercania das terras indígenas por imigrantes e descendentes de imigrantes, pequenos proprietários e fazendeiros. A presença cada vez mais maciça de brancos nas proximidades de suas terras e - a partir das invasões e de arrendamentos promovidos pelo Serviço de Proteção ao Índio - dentro das próprias áreas foi fator importante de compulsão contra a permanência de tradições e práticas culturais indígenas, incluída a língua, além de casamentos interétnicos.
No caso específico do estado de São Paulo, além da depopulação violenta, verdadeiramente genocida, sofrida pelos caingangues (de algo em torno de 1 200 na primeira década do século, eram menos de duzentos, já "aldeados" pelo governo, antes do final da década seguinte), a partir dos anos 1940 suas áreas sofreram a introdução de indivíduos e famílias das mais diferentes etnias, por conta da política do Serviço de Proteção ao Índio de fazer, naquelas áreas indígenas, algo como "colônias penais". Índios do nordeste, do leste, do Mato Grosso do Sul e do norte do Brasil eram para lá levados e, lá, contraíam casamento. O resultado das uniões interétnicas foram famílias em que se usava sempre o português como língua franca e em que os filhos se tornavam falantes nativos dessa língua.

## Cultura
Cada aldeia caingangue se divide em duas metades chamadas kaiurukré e kamé (ou, usando a escrita da própria língua: Kanhru e Kamẽ). Os membros de cada metade só podem se casar com os membros da outra metade. Os filhos ou filhas sempre pertencerão à metade (ou à marca) do pai.
Na vida cultural caigangue, uma prática corporal que faz parte da tradição dessa etnia é o RáRá, luta corporal que retoma aspectos rituais e formativos existentes na cultura caigangue.

## Pessoas notáveis
- Vãngri Kaingáng